# دخالت روسیه در تغییر رژیم
از زمان انحلال اتحاد جماهیر شوروی در سال ۱۹۹۱، دولت روسیه تلاش‌های متعددی برای جایگزینی رژیم‌های خارجی از طریق مداخلات آشکار یا پنهان انجام داده است.

## در زمان اتحاد جماهیر شوروی
قبل از سال ۱۹۹۱ اتحاد جماهیر شوروی در چندین دولت عمدتاً در آسیا مداخله کرد و قلمرو تووا را تصاحب کرد و مغولستان را به یک کشور اقماری خود تبدیل کرد.
در طول جنگ جهانی دوم، اتحاد جماهیر شوروی به سرنگونی بسیاری از رژیم‌های دست نشانده آلمان نازی یا امپراتوری ژاپن، از جمله در شرق آسیا و بسیاری از اروپا با پیمان مولوتوف-ریبنتروپ بین آلمان نازی و اتحاد جماهیر شوروی کمک کرد.
این کشور دامنه جغرافیایی اقدامات خود را فراتر از منطقه سنتی عملیات خود گسترش داد. یک مطالعه نشان داد که ایالات متحده و اتحاد جماهیر شوروی-روسیه در ۱۱۷ مداخله یا یک مورد از هر ۹ انتخابات خارجی رقابتی در سطح ملی اجرایی از سال ۱۹۴۶ تا ۲۰۰۰ شرکت داشته‌اند و اتحاد جماهیر شوروی/روسیه ۳۶مداخله را به خود اختصاص داده است.
اتحاد جماهیر شوروی منشور ملل متحد متحد را در سال ۱۹۴۵ تصویب کرد، سند حقوق بین‌الملل برجسته، که از نظر قانونی دولت شوروی را به مفاد منشور، از جمله‌بند ۴ ماده ۲، که تهدید یا استفاده از زور را در روابط بین‌الملل ممنوع می‌کند، ملزم می‌کرد، به جز در شرایط بسیار محدود بنابراین، هر ادعای حقوقی که برای توجیه تغییر رژیم توسط یک قدرت خارجی مطرح شود، بار سنگینی را به همراه دارد.